# De viris illustribus
De viris illustribus, título em latim para "Sobre homens ilustres" (ou famosos), representa um tropo da literatura exemplar da Roma antiga que foi revivida durante a Renascença italiana e inspirou a coleção e o comissionamento de uma série de retratos de homens ilustres — e alguma vezes, no século XVI, de mulheres também — com o objetivo de fomentar a educação superior.

## História

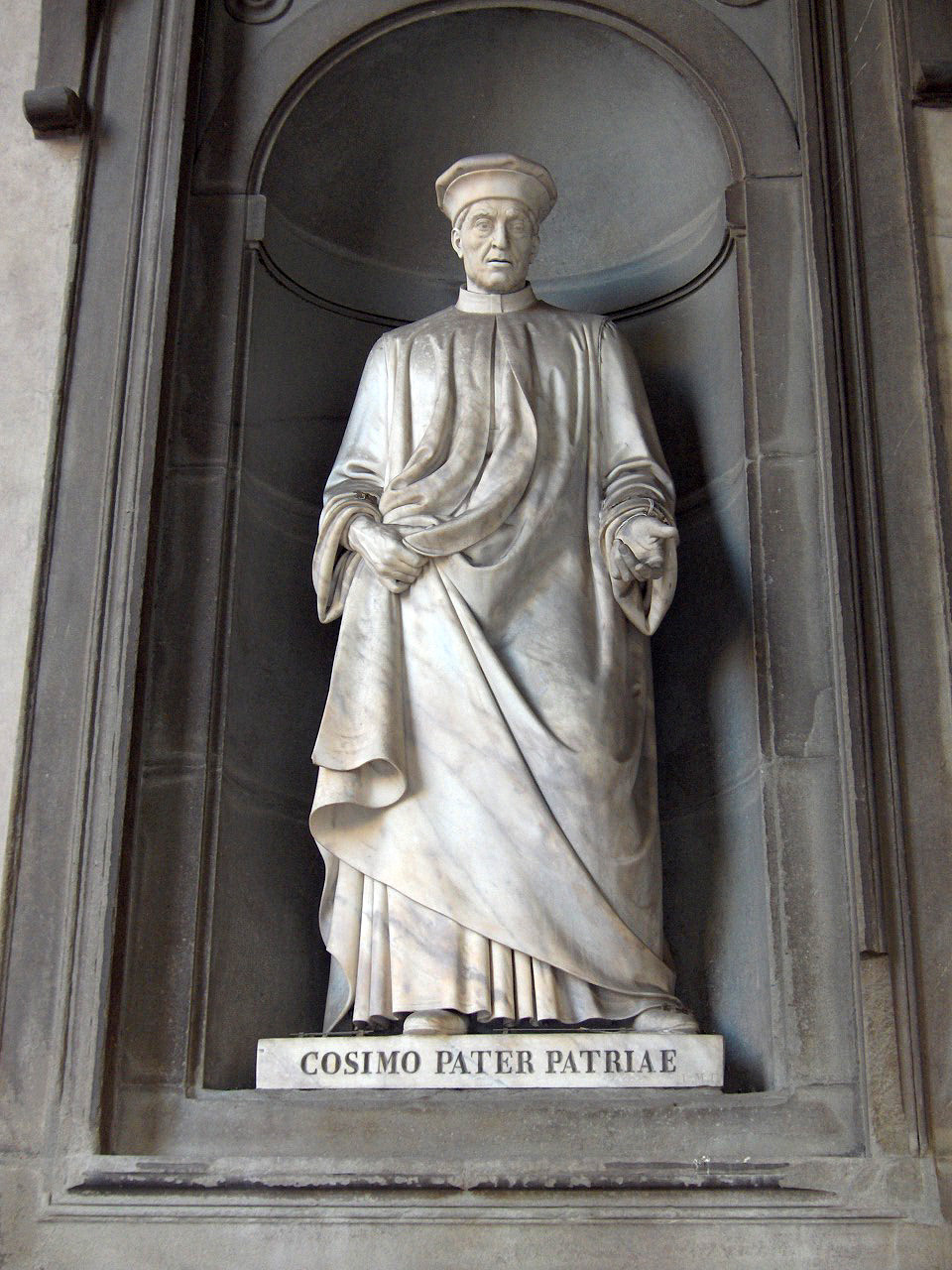
Cosimo I de Medici

Com a sua concepção no círculo de Cícero várias obras tiveram o nome De viris illustribus. De Cornélio Nepos De viris illustribus Aulus Gellius tirou uma anedota sobre Catão, o Velho; Cornélio Nepos também produziu um Liber De Excellentibus Ducibus Gentium (latim para Vida de eminentes comandantes). A obra fragmentária de Suetônio, Vidas, inclui gramáticos, retóricos, historiadores e poetas. De Viris Illustribus de Jerônimo contém cento e trinta e cinco pequenas notas biográficas e foi continuado por outras noventa e sete na obra homônima de Genádio de Massília.
Durante a Idade Média, a série inspiracional tomou duas vertentes: os modelos especificamente cristãos foram santificados na hagiografia, na qual os milagres atraíam a atenção, mas as qualidades exemplificadas pelos mártires eram a fortitude, a fé e a obediência. Na vertente secular, os modelos mundanos, emulados somente pelos aristocratas, estavam estabelecidos e codificados nos "Nove Bravos", que eram exemplos de courtoisie de cavalheiros, o modelo instrutivo de comportamento cortês da aristocracia. A coleção de biografias literárias foi, além disso, retratada visualmente em manuscritos iluminados, na tapeçaria entre outras mídias.
Logo no início do reavivamento dos ensinamentos clássicos durante a Renascença italiana, um conjunto maior de homens, cuidadosamente selecionados entre aqueles de renome no passado (distante ou recente), formidáveis por terem sido grandes estadistas ou por seu enorme conhecimento "emergiram quase que simultâneamente em diversos centros italianos como Milão, Nápoles, Siena, Pádua, Foligno, Florença, Veneza, Perugia e Urbino". Na literatura, a noção era petrarquiana, expressada no seu De Viris Illustribus, uma coleção de trinta e seis pequenas biografias "Sobre homens famosos" e Boccaccio que, inspirado para emulação, escreveu De Casibus Virorum Illustrium, uma coleção de cinquenta e seis biografias "Sobre o destino de homens famosos". Boccaccio também escreveu um complemento para ela, De mulieribus claris, uma coleção de cento e seis biografias "Sobre mulheres famosas". Leonardo Bruni publicou uma tradução das Vidas de Plutarco.
Estes exemplos literários de virii illustri precederam os visuais, baseados em documentos escritos ao invés das séries romanas sobreviventes, como escreveu o  humanista Poggio Bracciolini em seu ensaio De nobilitate liber, os romanos deveriam ser emulados, "pois eles acreditavam que as imagens dos homens que tinham sido excelentes na busca da glória e da sabedoria, se colocados à nossa frente, poderiam nos ajudar a enobrecer e fomentar-nos a alma". Uma série de instrutivos uomini illustri pintados para Azzo Visconti, em Milão, que foi mencionada por Giorgio Vasari, e uma outra série em Nápoles, foram perdidas, mas importantes séries iniciais de retratos de pessoas famosas sobreviveram no Palazzo Pubblico, Siena e na Sala Virorum Illustrium, em Pádua.
A série Giovio de retratos de personalidades literárias, governantes, estadias e outros dignitários, muitos dos quais foram feitos em vida, colecionados pelo biógrafo e historiador renascentista Paolo Giovio (1483–1552), subsequentemente perdida, é hoje representada por um conjunto de cópias feitas para Cosimo I de Medici preservadas hoje na Galeria Uffizi, em Florença.